# Cabeza tractora

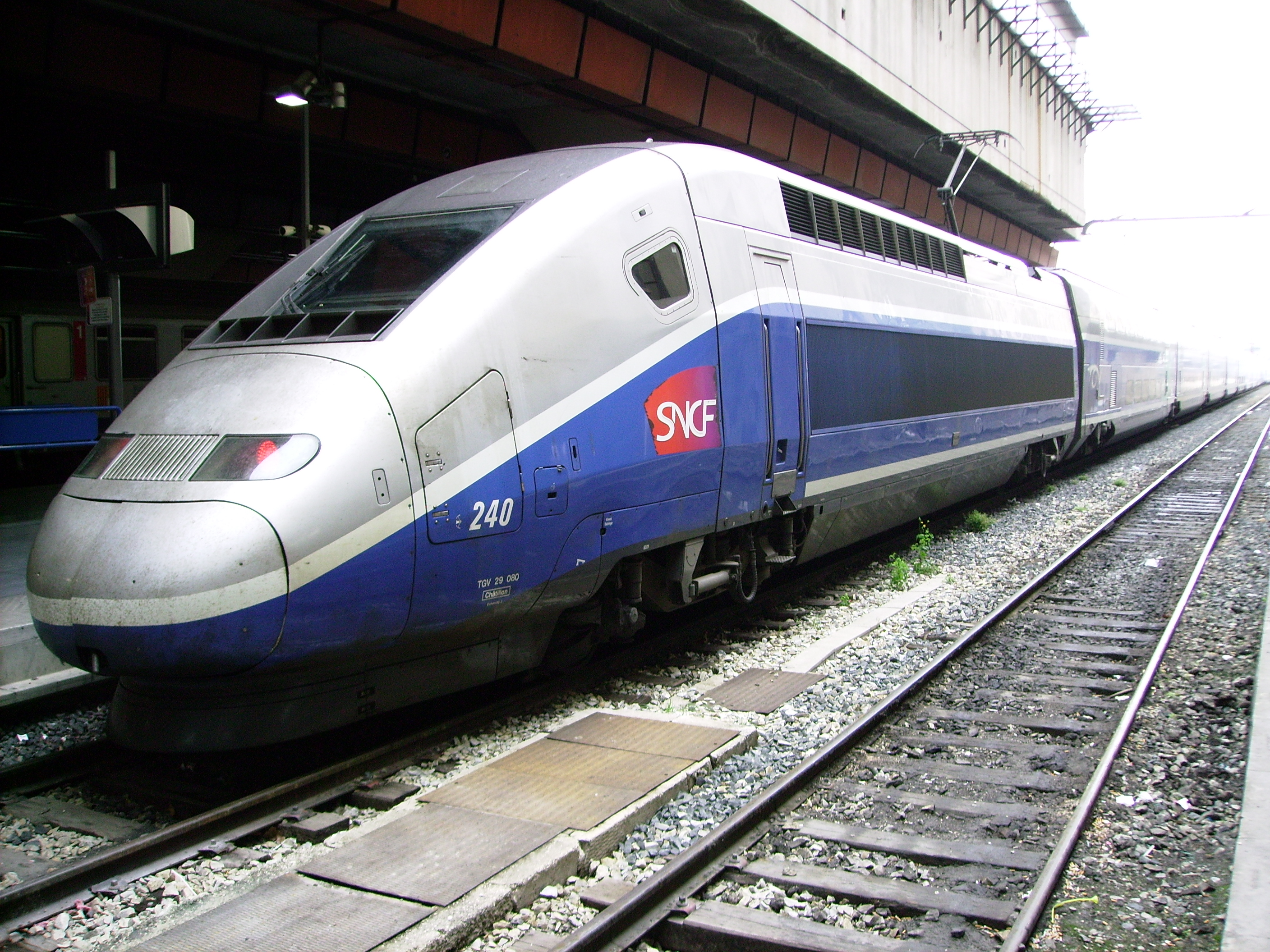
Cabeza tractora de un TGV Duplex en la Estación de Marseille-Saint-Charles, Francia

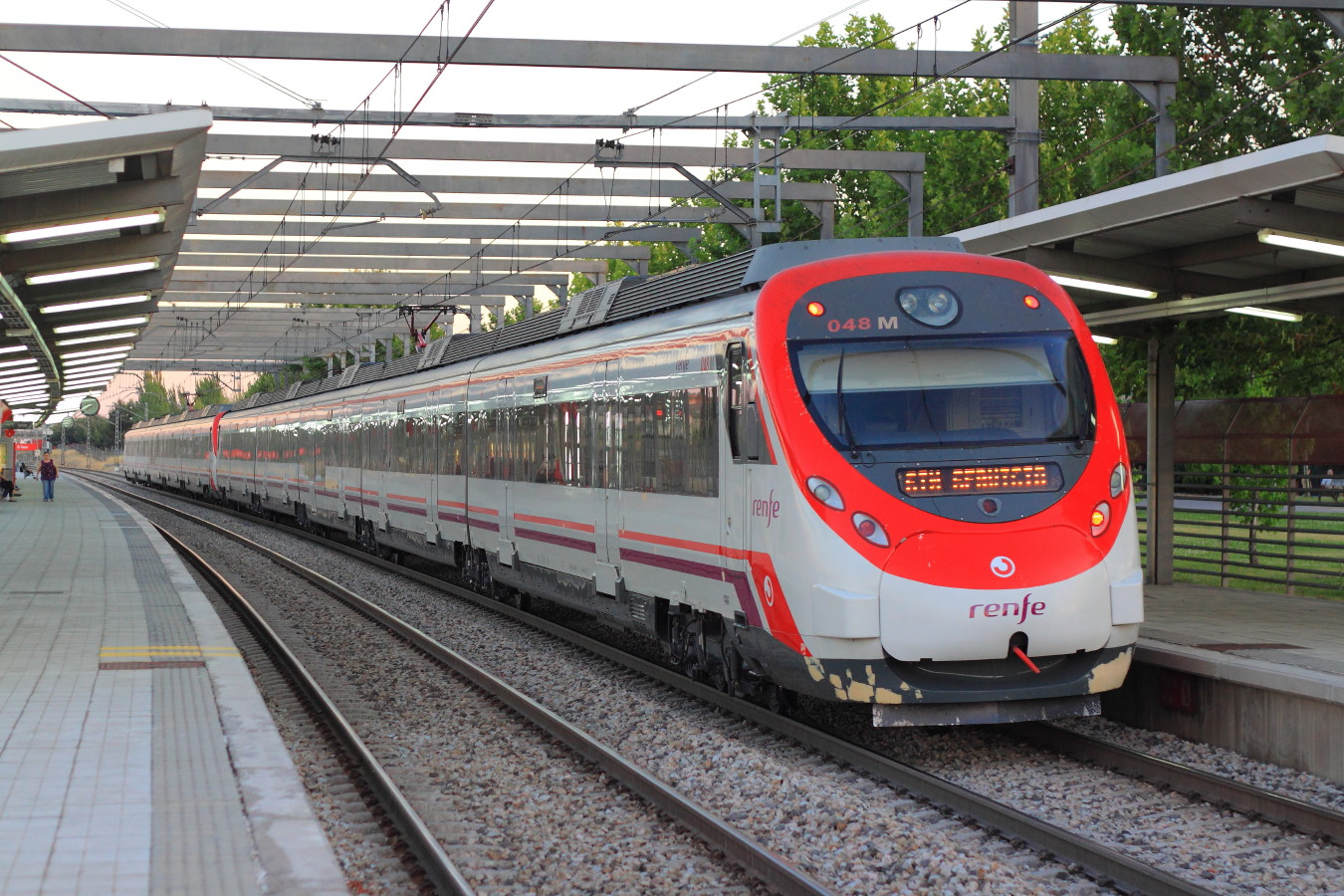
Cabeza tractora de un tren Civia (España)

En transporte ferroviario, la expresión cabeza tractora hace referencia a un vehículo ferroviario que impulsa, y comúnmente también controla, un tren de pasajeros, unidad múltiple o tranvía.
No debe confundirse con un coche equipado con maquinaria para suministrar calor o electricidad a otras partes de un tren.
Estos vehículos están estrechamente relacionados con las locomotoras. Lo que los diferencia es su construcción y su uso. Mientras que una locomotora puede separarse físicamente de su tren y no hace más que proporcionar propulsión y control (y calor o electricidad para los trenes de pasajeros), una cabeza tractora es frecuentemente una parte integral de su tren. Si el tren dispone de tracción distribuida, parte del espacio interior de la cabeza tractora puede utilizarse para transportar pasajeros o carga.
El concepto se aplica especialmente a los trenes de alta velocidad, pero también es muy habitual en los trenes suburbanos o de cercanías, en los que el máximo aprovechamiento de la capacidad de los trenes para andenes de una longitud dada, lleva a adoptar diseños que prescindan de locomotoras convencionales.

## Ejemplos

### Europa Continental

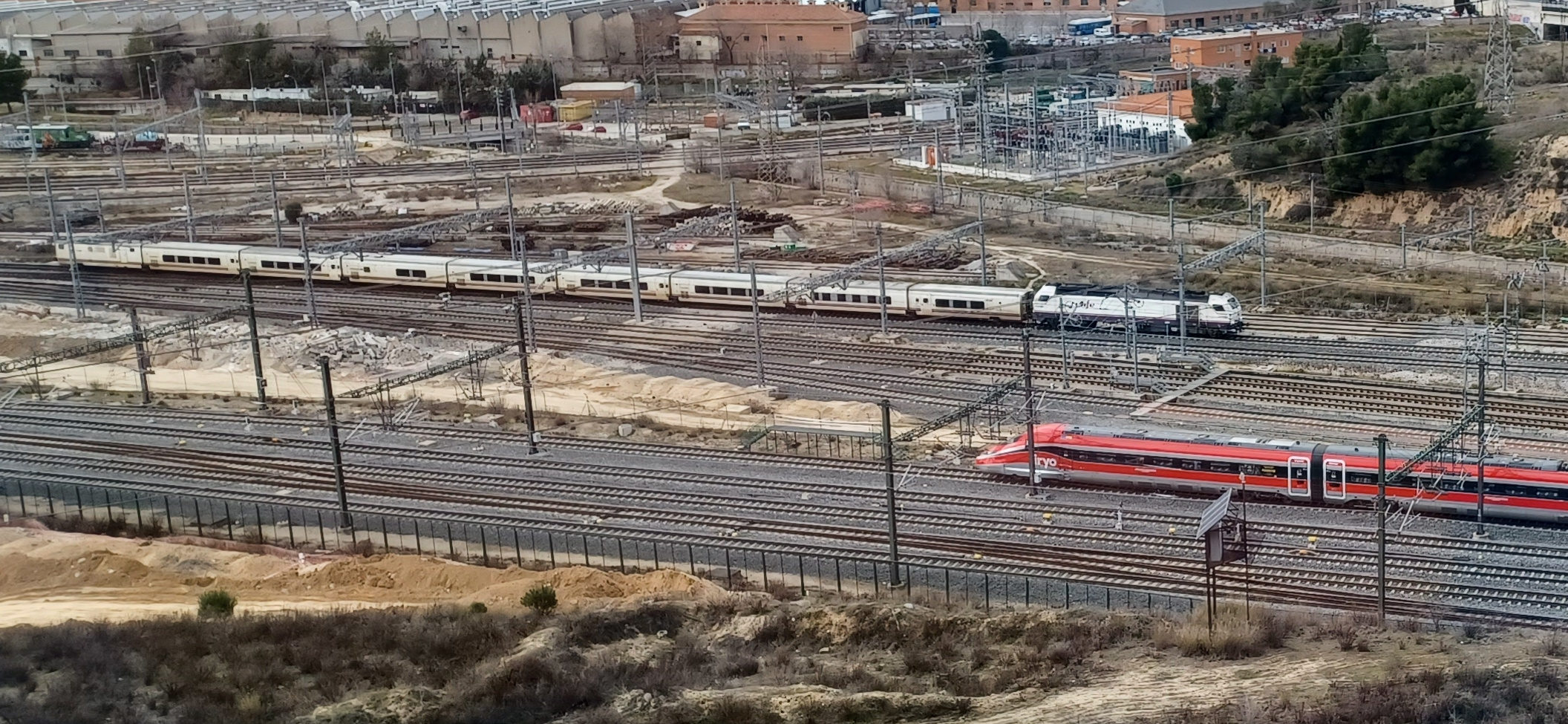
Cabeza tractora de un tren Frecciarossa (primer plano) y locomotora Serie 334 de Renfe remolcando un tren Talgo (al fondo). Estación de Chamartín, Madrid (febrero de 2023)

La práctica totalidad de los trenes de alta velocidad que circulan por la Unión Europea (Especialmente en España, Francia, Alemania e Italia) disponen de cabezas tractoras integradas en las composiciones de las que forman parte, formadas por un conjunto de coches de viajeros situados entre dos cabezas tractoras dispuestas simétricamente. Desde el comienzo del desarrollo de los primeros TGV a comienzos de la década de 1980 en Francia, se diseñaron locomotoras especiales con forma de cabezas tractoras, diseñadas por GEC-Alshtom para mejorar su aerodinámica.
Este criterio es el que ha sido seguido por la práctica totalidad de los fabricantes de los trenes de alta velocidad que circulan por Europa, como la ya mencionada Alstom en Francia, Talgo y CAF en España, o Siemens en Alemania. En particular, los trenes InterCityExpress producidos por Siemens, que están provistos de tracción distribuida en todos sus ejes, han llevado al extremo el concepto de cabeza tractora al prescindir de un vehículo que pueda considerarse una locomotora propiamente dicha.

### Reino Unido

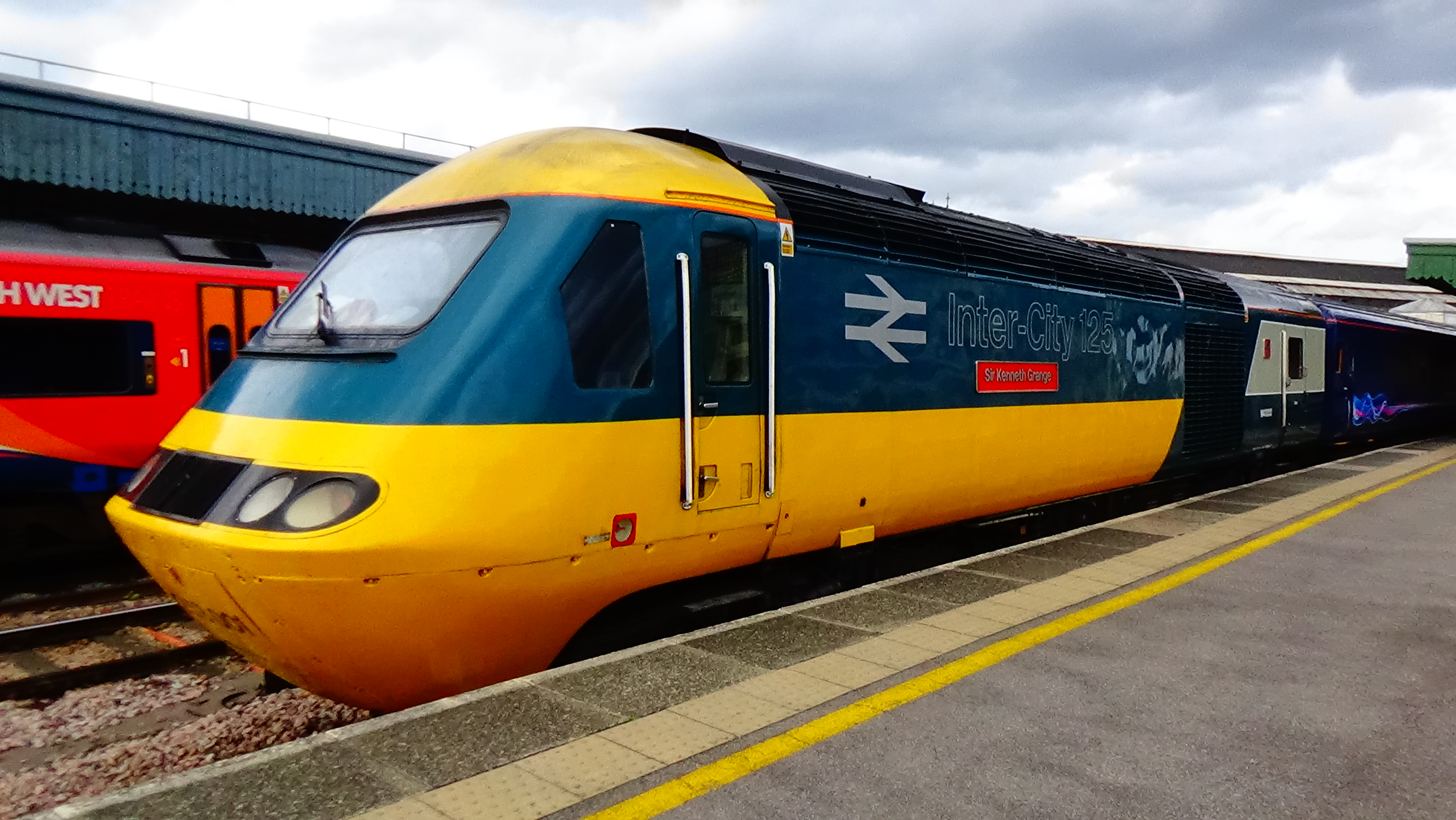
Tren británico InterCity 125

Otro ejemplo tradicional sería el antiguo InterCity 125, fabricado y utilizado por British Rail y varios organismos privatizados posteriores como el Great Western Railway.

### Estados Unidos
Casi todos los trenes de alta velocidad disponen de cabezas tractoras, con frecuencia en ambos extremos. Un ejemplo son los trenes Acela empleados por Amtrak, que son construidos por Bombardier en Canadá utilizando tecnología con licencia de Alstom de Francia. Los veinte trenes Acela operan entre Washington D. C. y Boston, Massachusetts. Cada tren consta de seis coches de pasajeros y dos cabezas tractoras.

### Australia

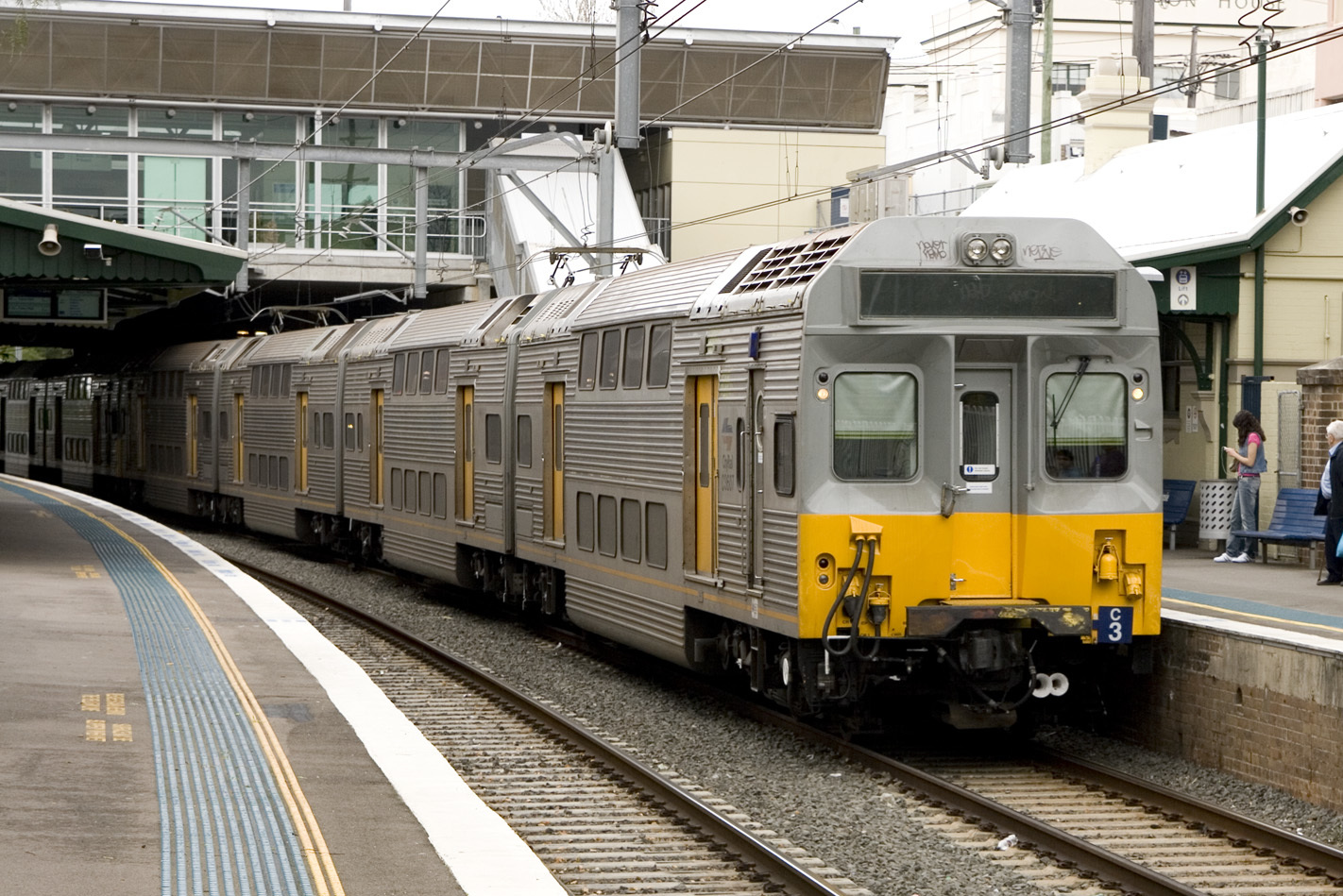
Una composición C de Sydney Trains en la Estación de Campsie. Dispone de una cabeza tractora en cada extremo, con dos coches en medio

El NSW TrainLink XPT, que se basa en el InterCity 125, tiene una cabeza tractora en cada extremo, una tirando y la otra empujando. El Diesel Tilt Train de los Ferrocarriles de Queensland también dispone de dos cabezas tractoras. Las unidades múltiples eléctricas, como la composición C de Sydney Trains, tienen una cabeza tractora en cada extremo, con coches remolcados en el medio.

### Nueva Zelanda
Las unidades múltiples (diésel o eléctricas) generalmente emplean una combinación de cabezas tractoras y coches remolcados, a menudo con uno de cada uno en un par que se puede acoplar a otros pares para formar un tren más grande, como en el caso del EMU NZ Clase FP.

### Japón

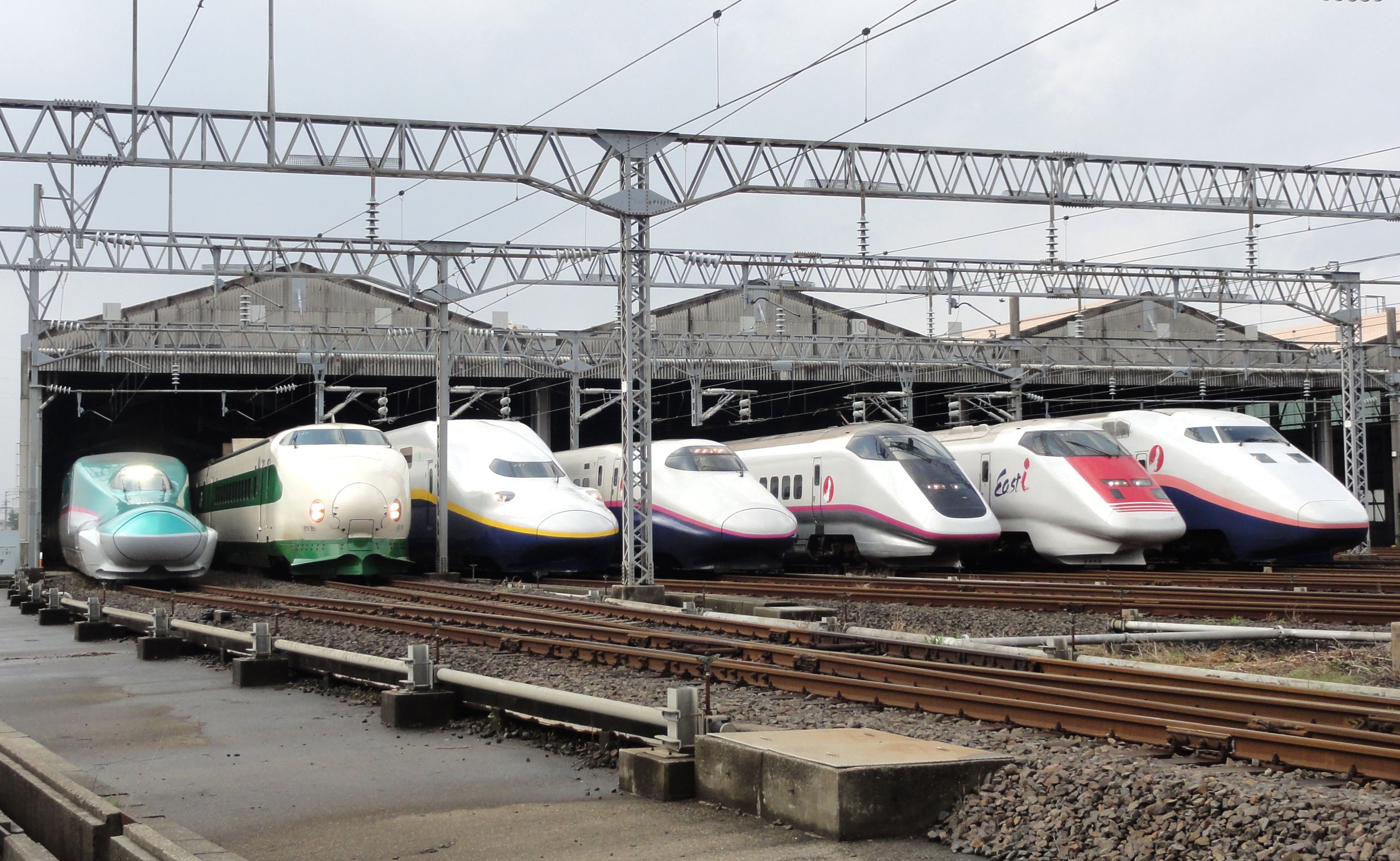
Una alineación de trenes JR East Shinkansen en octubre de 2012

Japón se convirtió en un país pionero en el desarrollo de trenes de alta velocidad en la década de 1960, cuando los trenes Shinkansen Serie 0 incorporaron el concepto de cabeza tractora. Desde entonces, las distintas clases de trenes de alta velocidad diseñados por Hitachi disponen de cabezas tractoras adaptadas a los trenes de los que forman parte, como los trenes Series N700S-8000, introducidos en 2022.

### China
El desarrollo de los trenes en China a partir de colaboraciones con empresas europeas, canadienses y japonesas, ha seguido la misma línea que en los países de origen, adoptándose de forma sistemática el diseño con cabezas tractoras en los trenes de pasajeros empleados en el país asiático. Entre 2004 y 2011, CRH realizó 22 pedidos para un total de 1050 trenes de alta velocidad de distintas series. los trenes solo circulan a las velocidades máximas de 300 o 200 km/h.

### Rusia
Rusia disponía desde la década de 1970 de los trenes de alta velocidad ER200 de fabricación local, que ya disponían de cabezas tractoras. Con posterioridad, los trenes Sapsan basados en tecnología Siemens, empezaron a recorrer la línea Moscú-San Petersburgo a partir de 2009.